# Karyn Bye-Dietz
Karyn Lynn Bye-Dietz, geb. Bye, (* 18. Mai 1971 in River Falls, Wisconsin) ist eine ehemalige US-amerikanische Eishockeyspielerin. Seit 2011 ist sie Mitglied der IIHF Hall of Fame.
Dietz war seit 1992 Mitglied der US-amerikanischen Frauen-Nationalmannschaft, mit der sie zwischen 1992 und 2001 sechsmal in Folge die Silbermedaille bei den Weltmeisterschaften gewinnen konnte. Ihren größten Erfolg feierte die Verteidigerin bei den Olympischen Winterspielen 1998, als sie ihre Mannschaft mit fünf Toren in sechs Spielen zum Gewinn der Goldmedaille führte. Bei den Olympischen Winterspielen 2002 gewann sie zudem die Silbermedaille. Neben der Aufnahme in die IIHF Hall of Fame wurde sie 2014 in die United States Hockey Hall of Fame aufgenommen.
Seit der Heirat mit einem Eishockeytrainer der University of Minnesota trägt sie den Nachnamen Bye-Dietz.